# Franciszkowo (Pańska Wola)
Franciszkowo (niem. Franziskowen, od 1938 r. Freihausen) – przysiółek wsi Pańska Wola w Polsce, położony w województwie warmińsko-mazurskim, w powiecie giżyckim, w gminie Wydminy.
W latach 1975–1998 przysiółek administracyjnie należał do województwa suwalskiego. 
Siedziba Leśnictwa Franciszkowo.